# Rutan Long-EZ
Rutan Model 61 Long-EZ — американський легкий багатоцільовий літак.
Легкий багатоцільовий літак з розташуванням двигуна ззаду із штовхаючим гвинтом. Літак має аеродинамічну схему «качка». Розроблений Бертом Рутаном (компанія Scaled Composites), є розвитком конструкції Vari-EZ. Перший виліт літака відбувся 12 червня 1979 року. Літак може перебувати в повітрі більше 10 годин і подолати відстань до 2500 км, витративши 200 літрів палива.

## Конструкція

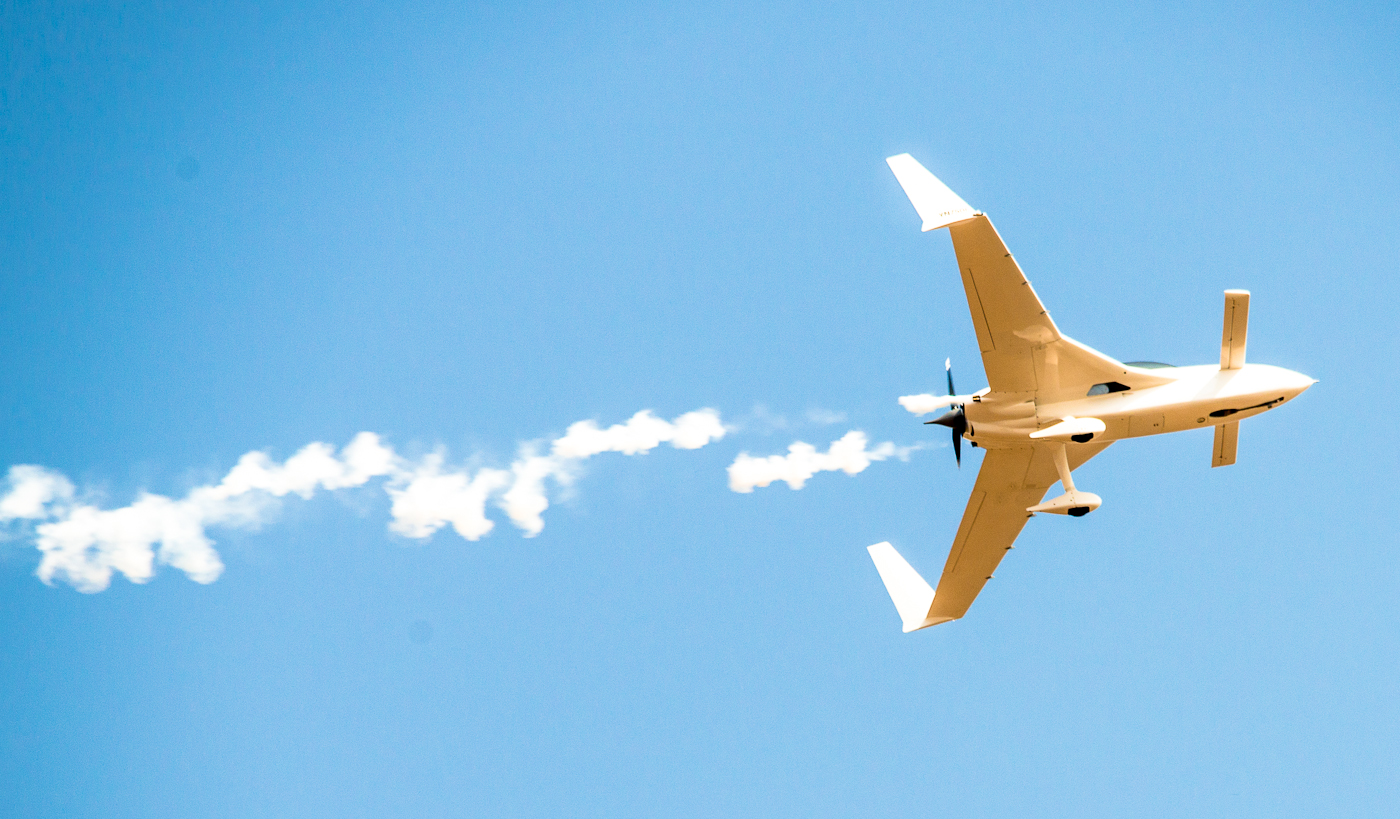
Aero India, Бангалор (2003)

На кінець 2005 року близько 700 Long EZ були зареєстровані у США.
Літак був сконструйований для польотів на далекі відстані, витрачаючи мінімум пального, з дальністю 2 000 миль (3 200 км).
Він може летіти 10 годин на відстань 1 600 миль (2 600 км), витрачаючи лише 200 л палива. Якщо оснастити літак додатковим баком, то Long-EZ може пролетіти до 7700 км.
У 1996 році Берт Рутан був нагороджений TERF Inc. за публікацію креслень літака Long EZ та інших своїх літаків на диску The Rutan Aircraft Factory CD ROM Encyclopedia для того, щоб інші авіатори-умільці могли будувати літаки за цими кресленнями.

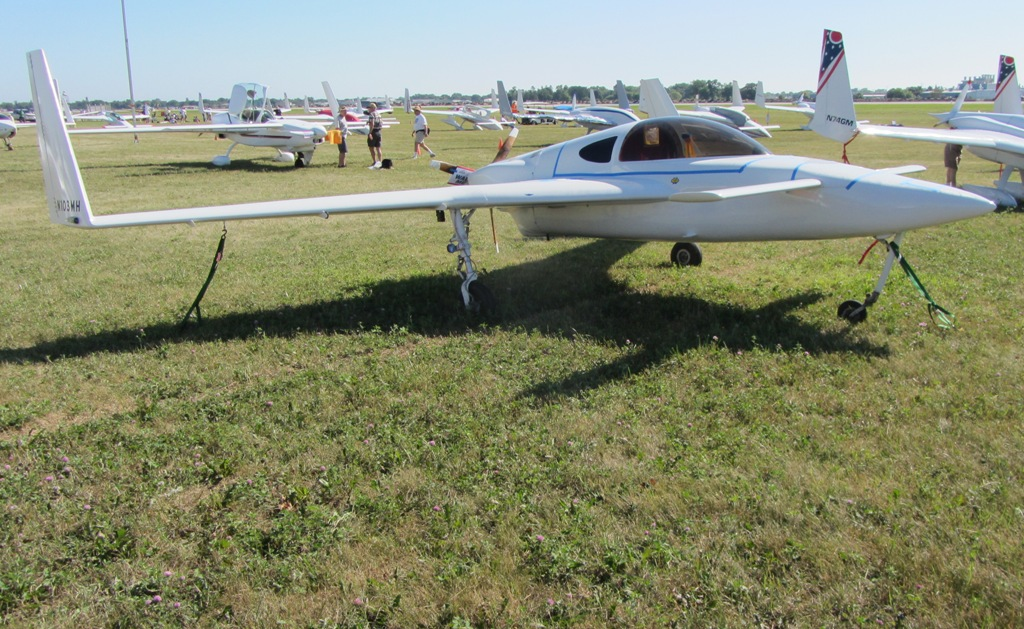
E-Racer

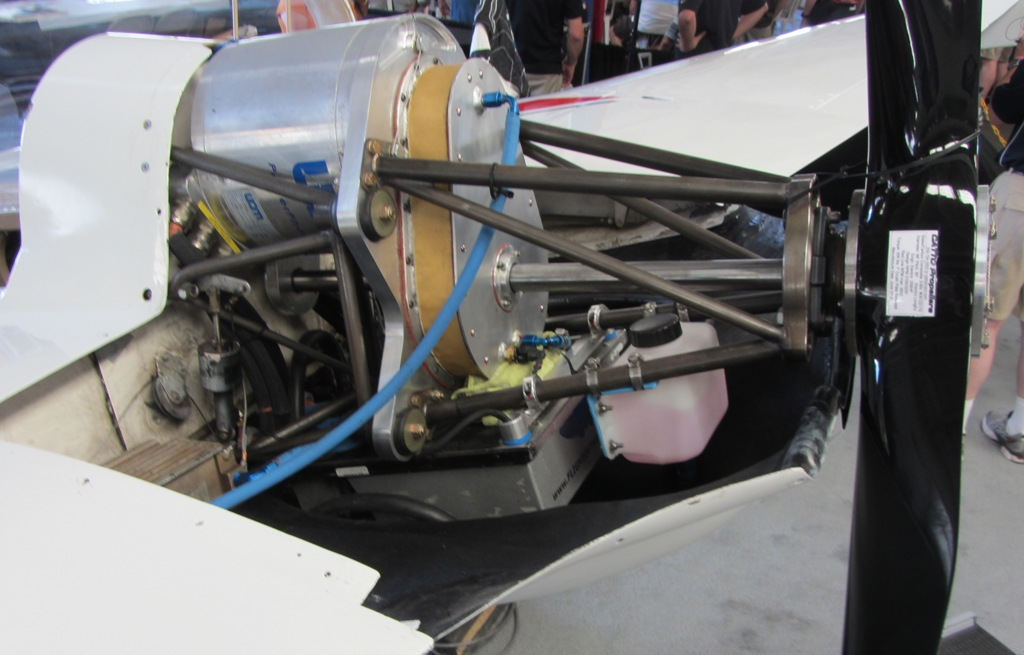
Експериментальний електричний двигун

## Льотно-технічні характеристики
Джерело: Jane's All The World's Aircraft 1982–83
- Розмах крила, м: 7.96
- Довжина, м: 5.12
- Висота, м: 2.40
- Маса, кг:
  - порожнього: 322
  - максимальна злітна: 600
- Паливо (Аі 93, Аі 95), л: 200
- Максимальна швидкість, км/год: 290
- Крейсерська швидкість, км/год: 232
- Практична дальність, км: 2600
- З паливним баком замість пасажира, км: 7700
- Практична стеля, м: 8200
- Екіпаж: 1 людина
- Корисне навантаження: 1 пасажир